# Museo de Bellas Artes de Sevilla
Het Museo de Bellas Artes de Sevilla is een museum in de Spaanse stad Sevilla. Het herbergt overwegend werken van Spaanse kunstenaars voor de periode vanaf de middeleeuwen tot de 20e eeuw. Men vindt er onder meer werken van Francisco Zurbarán, José García Ramos, Bartolomé Murillo, en Francisco da Herrera (de oude) maar ook Jan Brueghel de Oude, Cornelis de Vos, Sebastiaen Vrancx, Jan Wildens, Willem Benson, Marcellus Coffermans en Pieter Aertsen (zie hieronder een volledige lijst van kunstenaars).

## Geschiedenis
Het museum, oorspronkelijk museum van de schilderijen genoemd, werd in 1835 geopend en was na de Reconquista en de inname van de stad in 1248 de locatie van de Orde van Onze Lieve Vrouwe van Weldadigheid, gesticht door Petrus Nolasco. Het gebouw is opgetrokken rond drie patio's en een brede trap. Het is het resultaat van een ingrijpende verbouwing in de 17e eeuw en een voorbeeld van wat men Andalusisch maniërisme noemt.

## Collectie
De collectie toont werken van de Spaanse middeleeuwse kunst, renaissance, maniërisme, naturalisme, Spaanse en Sevillaanse barok, barokschilderijen uit de rest van Europa en werken van Spaanse kunstenaars uit de 19e en 20e eeuw.

## Hoogtepunten
- San Hugo en el refectorio de los Cartujos, Apoteosis de Santo Tomás de Aquino en La Virgen de las Cuevas van Francisco de Zurbarán
- Las santas Justa y Rufina, La Virgen de la Servilleta en Inmaculada Concepción Grande van Bartolomé Esteban Murillo
- Martirio de san Andrés van Juan de Roelas
- San Francisco de Borja van Alonso Cano
- Las Cigarreras van Gonzalo Bilbao

## Kunstenaars met werken in het museum
In alfabetische volgorde
| A - F - Pedro de Acosta - Miguel de Adán - Pieter Aertsen - Nicolás Alperiz - Francisco Antolínez - José Arpa Perea - Matías de Arteaga - Gustavo Bacarisas - Roque Balduque - Francisco Barrera - Manuel Barrón y Carrillo - Mariano Benlliure - Guillaume Benson - Bartolomé Bermejo - Gonzalo Bilbao - Manuel Cabral Aguado-Bejarano - Alonso Cano - Eduardo Cano - Juan José Carpio - Juan del Castillo - Pieter Coecke van Aelst - Marcellus Coffermans - Lucas Cranach de Oude - José Domínguez Becquer - Valeriano Domínguez Bécquer - Juan de Espinal - Antonio María Esquivel - Frans Francken (I) | F- M - Rosendo Fernández - Alejo Fernández - José García Ramos - Manuel García y Rodríguez - José Garnelo y Alda - Guillermo Gómez Gil - Manuel González Santos - Francisco de Goya - Alfonso Grosso - Francisco Gutiérrez - Juan Simón Gutiérrez - José Gutiérrez de la Vega - Eugenio Hermoso - Francisco da Herrera (de oude) - Francisco da Herrera (de jonge) - Jean Joseph Horemans el viejo - José Jiménez Aranda - José Lafita y Blanco - Sebastián de Llanos y Valdés - Diego López Bueno - Ricardo López Cabrera - Bernardo Lorente y Germán - Raimundo Madrazo - Maestro del Papagayo - Rafael Martínez Díaz - Domingo Martínez - Santiago Martínez Martín - Juan Martínez Montañés | M - U - Eduardo Martínez Vázquez - Virgilio Mattoni - Francisco Meneses Osorio - Lorenzo Mercadante de Bretaña - Juan de Mesa - Pedro Millán - Cristóbal de Morales - José Moreno Carbonero - Bartolomé Esteban Murillo - Francisco Narbona - Gaspar Núñez Delgado - Andrés de Ocampo - Juan de Oviedo - Francisco Pacheco - Andrés Parladé - Vasco Pereira - Andrés Pérez - Miguel Ángel del Pino Sardá - Niculoso Pisano - Pieter Pourbus - José de Ribera - José Rico Cejudo - José María Rodríguez Acosta - Juan de Roelas - José María Romero - Antonio Ortiz Echagüe - Giovanni Battista Ruoppolo - Juan Miguel Sánchez - Juan Sánchez de Castro | V-Z - Emilio Sánchez Perrier - Cornelis Schut - Vincent Sellaer - Rafael Senet y Pérez - Francisco Soria Aedo - Juan de Solís - José María Tamburini - Doménikos Theotokópoulos, "El Greco" - Fernando Tirado - Clemente de Torres - Pietro Torrigiano - Juan de Uceda - Andrea Vaccaro - Valdés Leal - Lucas Valdés - Pieter van Lint - Francisco Varela - Luis de Vargas - Alonso Vázquez - Diego de Silva y Velázquez - José Villegas Cordero - Cornelis de Vos - Marten de Vos - Sebastiaen Vrancx - Jan Wildens - Ignacio Zuloaga - Francisco de Zurbarán |

## Galerie

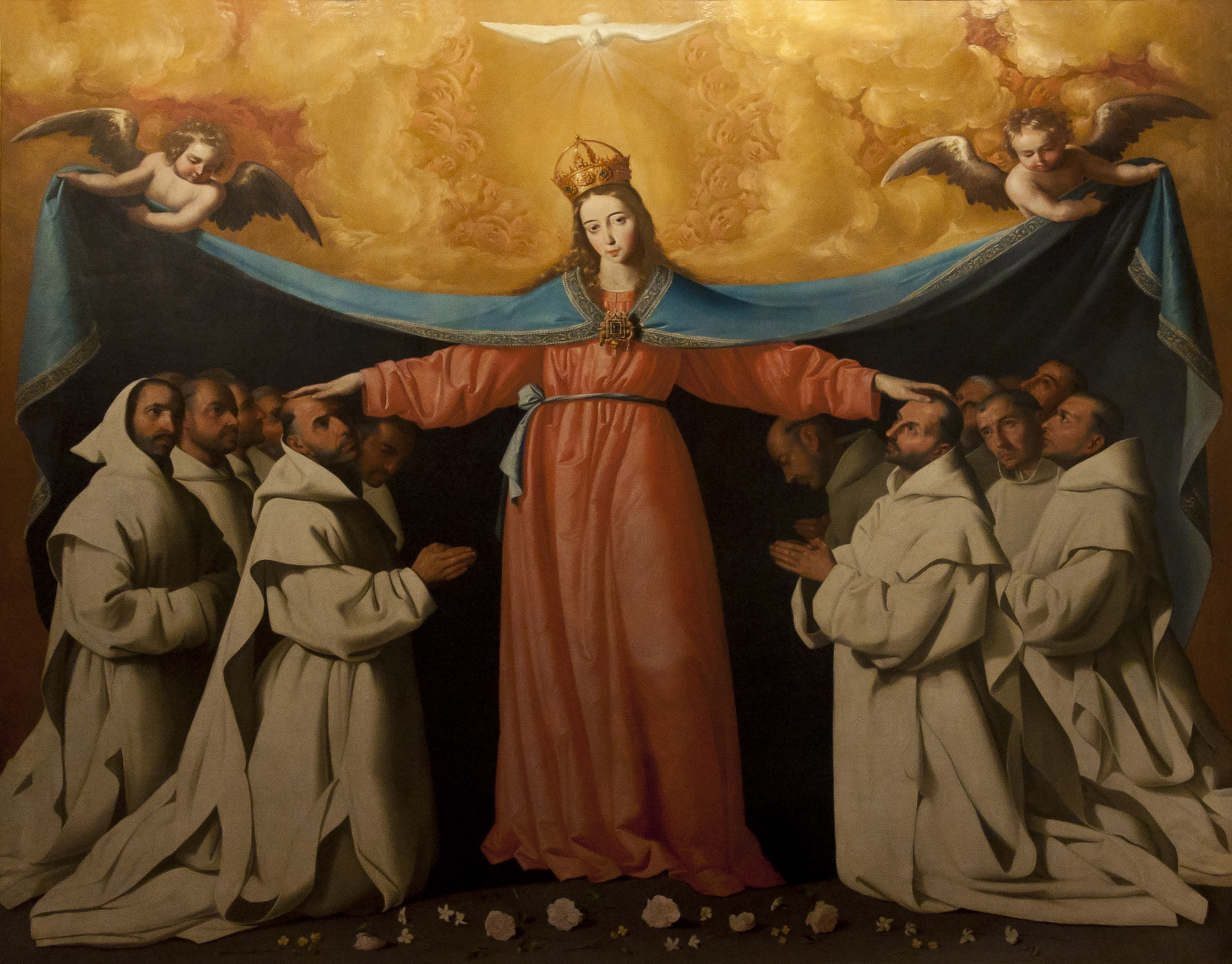
La Virgen de las Cuevas (1655) van Francisco Zurbarán
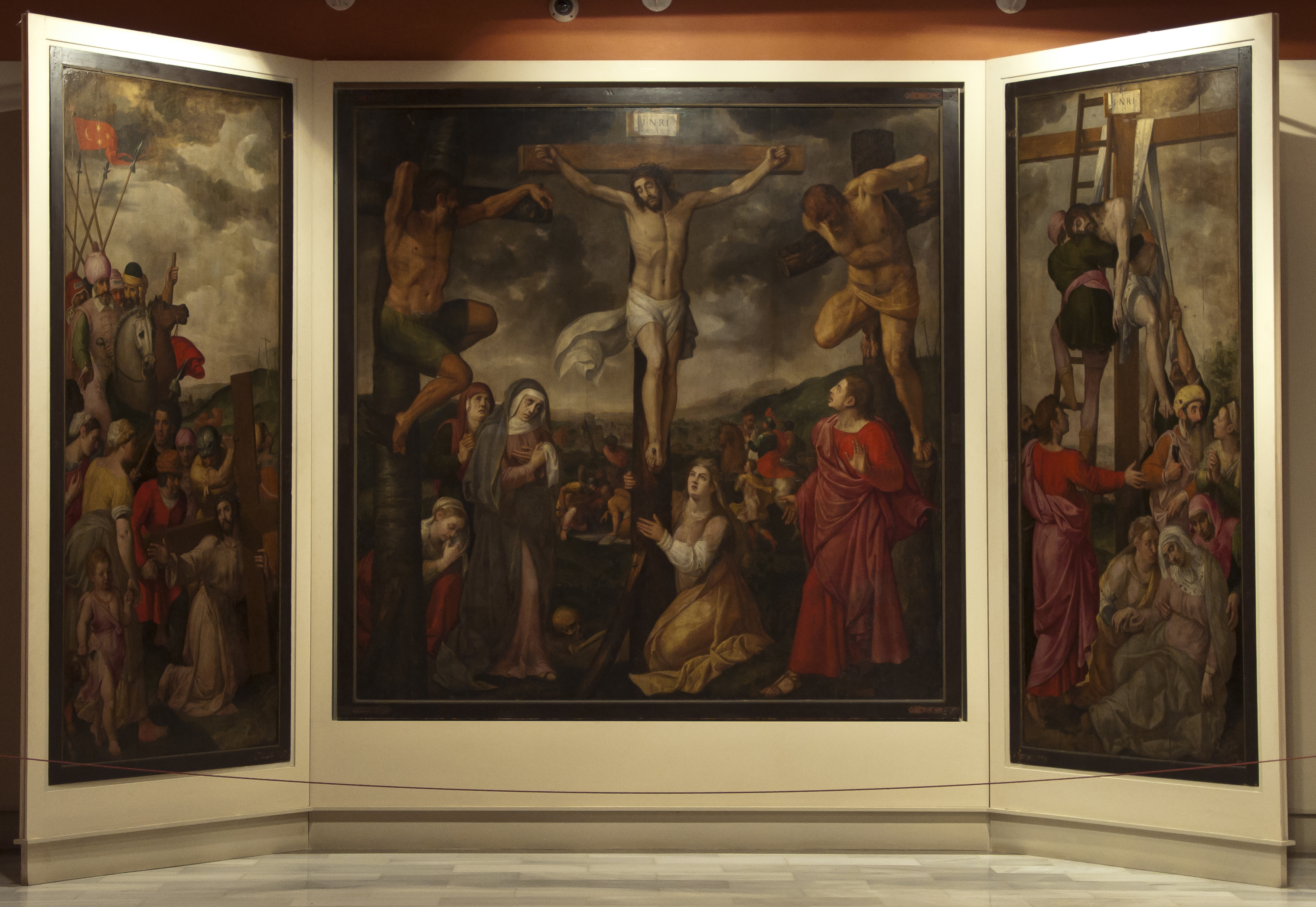
Triptiek van de Calvarie (1585) van Frans Francken (I)
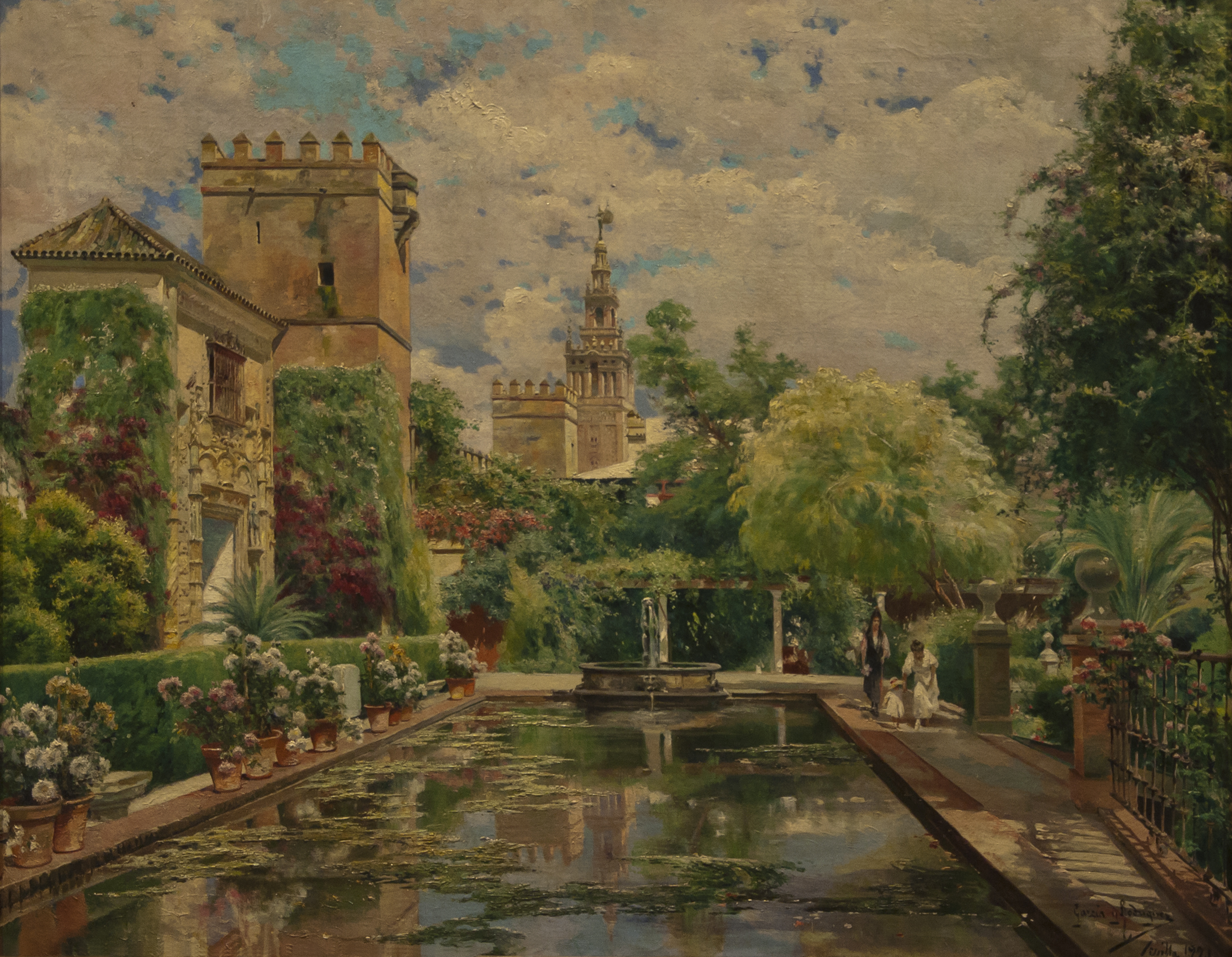
Tuinen van het Alcázar te Sevilla (1921) van Manuel García y Rodríguez